# Ultranacionalismo
Ultranacionalismo ou nacionalismo extremo é uma forma extrema de nacionalismo em que um país afirma ou mantém hegemonia, supremacia ou controle sobre outros países (geralmente através de coerção) para perseguir seus interesses. O ultranacionalismo é um aspecto do fascismo.

## Definições
Segundo Janusz Bugajski, "em suas formas mais extremas ou desenvolvidas, o ultranacionalismo assemelha-se ao fascismo, marcado por um desdém xenófobo de outras nações, apoio a arranjos políticos autoritários beirando o totalitarismo e uma ênfase mítica na 'unidade orgânica' entre um líder carismático, um partido do tipo movimento organizacionalmente amorfo e a nação".
Roger Griffin afirma que o ultranacionalismo é essencialmente xenófobo e é conhecido por se legitimar "através de narrativas profundamente mitificadas de períodos culturais ou políticos passados de grandeza histórica ou de velhas contas a acertar contra supostos inimigos". Também pode recorrer a "formas vulgares de antropologia física, genética e eugenia para racionalizar ideias de superioridade e destino nacional, de degeneração e sub-humanidade".
lealdade absoluta e inquestionável a um governante rígido. -”
Roger Eatwell e Matthew Goodwin, em seu livro "National Populism: The Revolt Against Liberal Democracy" (2018), descrevem o ultranacionalismo como um componente essencial do populismo de direita. Para eles, o ultranacionalismo envolve um fervor patriótico extremo e um desejo de supremacia nacional em detrimento de outros grupos étnicos, culturas ou nações. Eles enfatizam a rejeição das instituições internacionais e a crença de que essas instituições ameaçam a identidade nacional. Os autores veem o ultranacionalismo como uma resposta à globalização e à migração, com a promessa de proteger a nação de influências externas.
Cas Mudde, um cientista político especializado em extremismos, discute o ultranacionalismo como uma forma radical e agressiva de nacionalismo. Em suas análises, ele destaca a ênfase na identidade nacional e a exclusão de grupos percebidos como não pertencentes à nação. Mudde argumenta que o ultranacionalismo muitas vezes envolve sentimentos de xenofobia e hostilidade em relação a estrangeiros. Ele observa que essa ideologia pode estar presente em movimentos políticos de extrema direita e influenciar a agenda política.
Michael Mann, um sociólogo e historiador, aborda o ultranacionalismo em seu livro "The Dark Side of Democracy: Explaining Ethnic Cleansing" (2005). Ele descreve o ultranacionalismo como uma ideologia que pode ser um precursor do genocídio e da limpeza étnica. Mann argumenta que o ultranacionalismo é uma forma extrema de nacionalismo étnico, que pode levar a ações violentas contra grupos minoritários. Ele destaca a conexão entre o ultranacionalismo, o nacionalismo étnico e os conflitos violentos ao longo da história.
Stanley G. Payne, um historiador especializado em fascismos e extremismos políticos, associa o ultranacionalismo ao fascismo em seu livro "A History of Fascism, 1914-1945" (1996). Ele enfatiza o culto à nação e à raça como elementos-chave do ultranacionalismo fascista. Payne descreve o ultranacionalismo fascista como uma ideologia que busca a unidade nacional através da exclusão e da supressão de grupos considerados não conformes com a visão nacionalista.

## Partidos e movimentos ultranacionalistas

### Partidos políticos ultranacionalistas
Atualmente, o fenômeno ultranacionalista está majoritariamente ligado a movimentos orientados pela extrema-direita, porém ressalta-se que há também movimentos nacionalistas extremados na extrema-esquerda. Nos países europeus se conecta fortemente a pautas populistas que contribuem para a reemergência dessa variante. Na sequência se apresenta partidos ultranacionalistas representativos que frequentemente aparecem nos noticiários.
- Áustria: Partido da Liberdade da Áustria - Caracterizado por uma liderança carismática e pelo rechaço aos efeitos regressivos da União Europeia[9].
- Alemanha: Alternativa pela Alemanha[10].
- Espanha: VOX[11].
- França: Reunião Nacional[12].
- Grécia: Espartanos[13], Solução Grega[14] e Niki[15].
- Itália: Irmãos da Itália[16].

### Movimentos Ultranacionalistas no Brasil

#### Integralismoe Neointegralismo

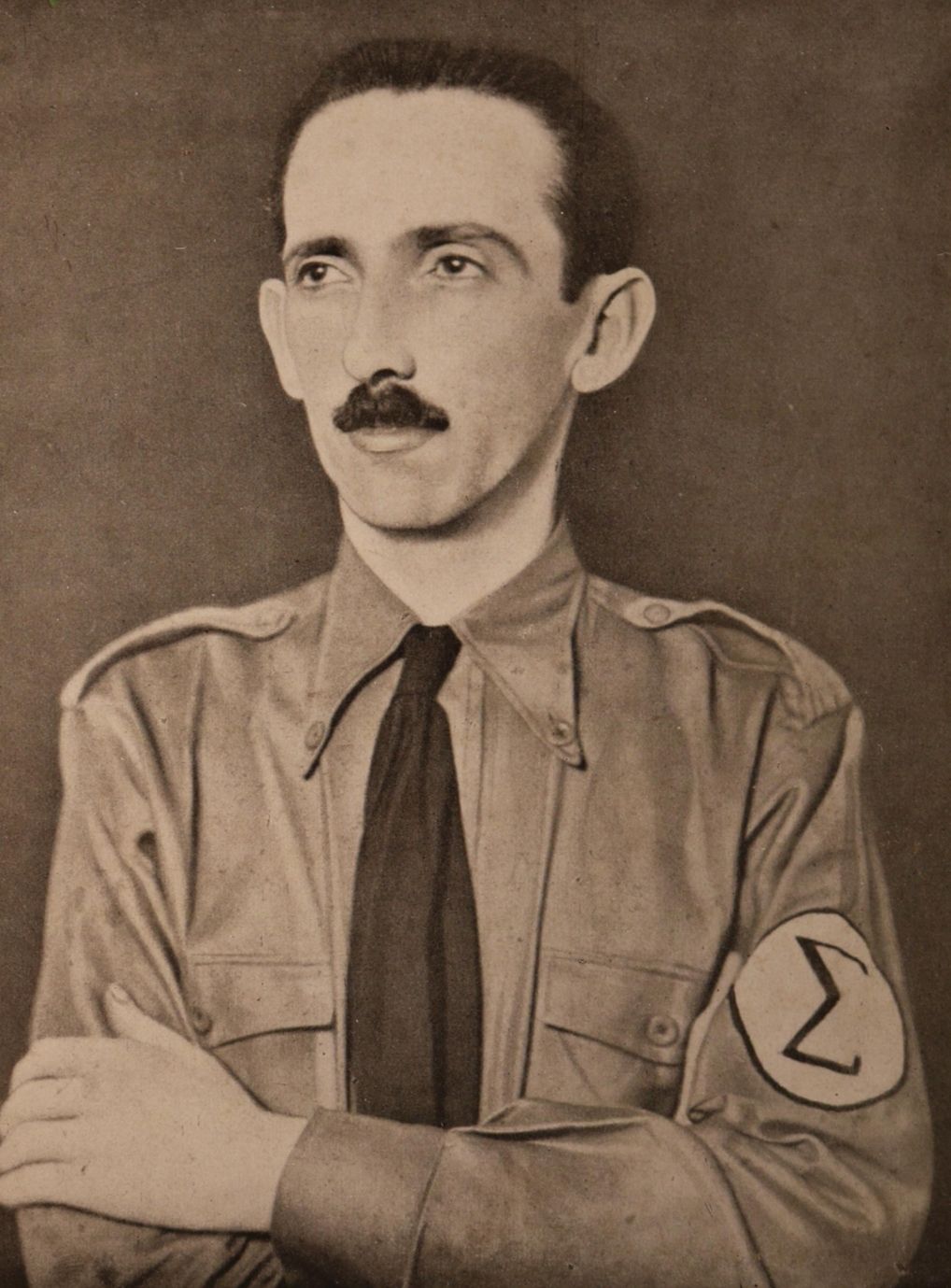
Plínio Salgado, líder da Frente Integralista Brasileira, posando para a revista Anauê

Maior movimento com traços fascistas além das fronteiras europeias, o integralismo se ligou fortemente a grupos católicos tradicionais. Majoritariamente um movimento que se desenvolvia nas grandes cidades, torna-se partido político com a Ação Integralista Brasileira na breve abertura política no período varguista. Posteriormente, é cassado do sistema eleitoral, assim como outros partidos, após a implantação do Estado Novo. Sua principal liderança foi Plínio Salgado Filho o qual junto a outros membros buscou dar golpe de Estado em 1938. Com o falecimento de Plínio Salgado, surge o neointegralismo que intenta reavivar os motes integralistas. Desde então, esse movimento busca se articular com outros grupos da direita radical. Nos anos 1990, aproximou-se fortemente do PRONA com muitos integrantes adentrando neste partido. No século XXI, é marcado pela divisão em muitos grupos, divergindo em questões doutrinárias e táticas. Hoje, os maiores grupos são a Frente Integralista e o Movimento linearista brasileiro, sendo este último explicitamente anti-semita.

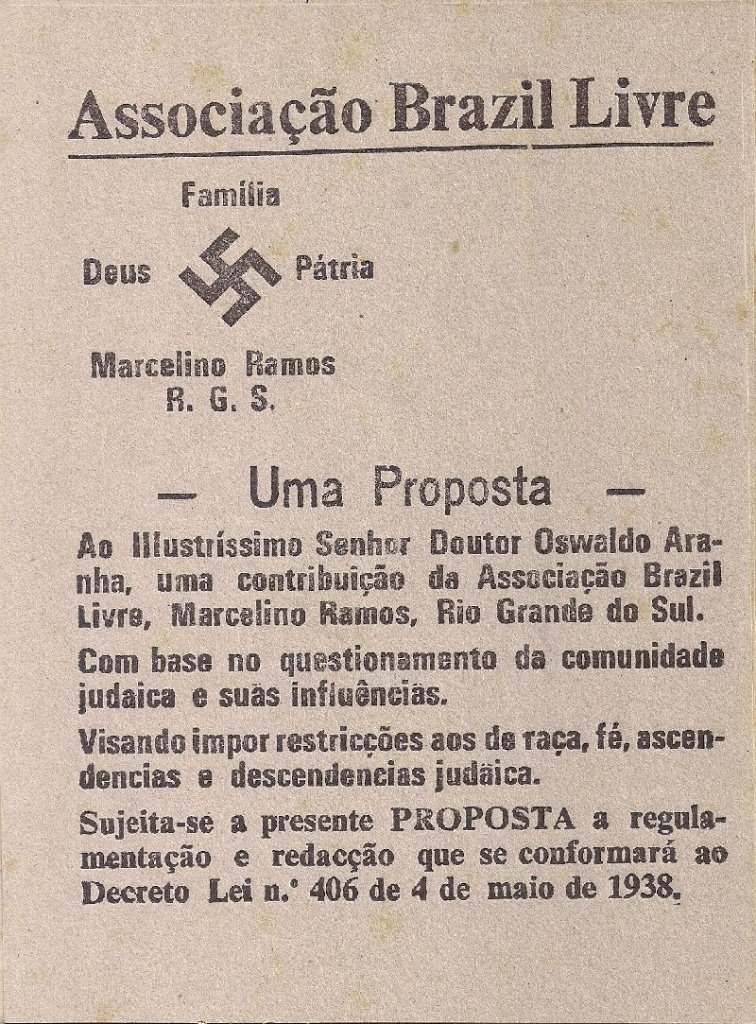
Lema "Deus, Pátria e Família" utilizado pelo movimento integralista

#### PRONA

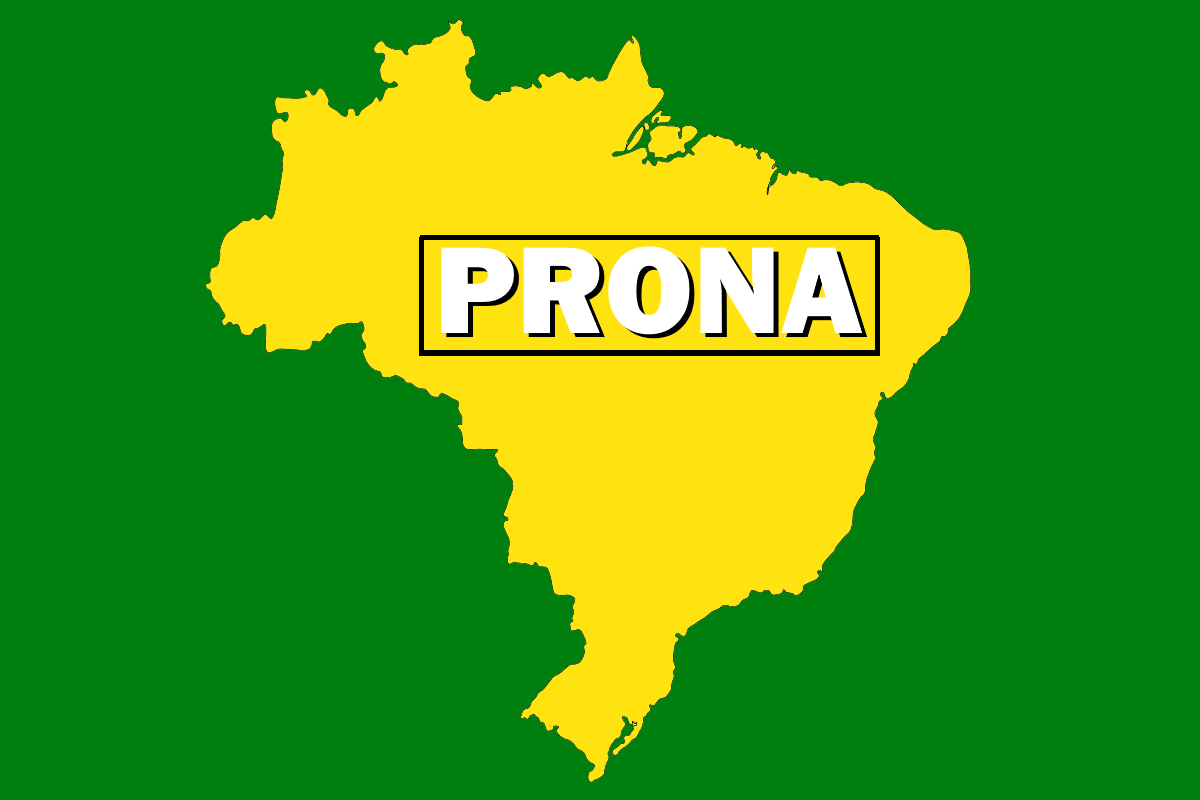
Bandeira do partido PRONA com o contorno do mapa do Brasil

O Partido da Reforma e Ordem Nacional foi uma agremiação com traços fortemente ultranacionalistas, fundada por Éneas Carneiro, que tinha como base um nacionalismo conservador fervoroso crítico ao neoliberalismo dos anos 1990. O partido se vinculava a defesa da família cristã e a oposição contra o aborto e a união civil homossexual. Além disso, rechaçava fortemente a adesão brasileira a organismos internacionais considerados como instituições antinacionais. Embora não tenha alcançado altos postos no executivo brasileiro, a figura de Éneas Carneiro é retomada por políticos e movimentos ultranacionalistas e de extrema-direita, principalmente por Bolsonaro e grupos neointegralistas.

#### Bolsonarismo
Uma das características mais notáveis do bolsonarismo é a apropriação de símbolos nacionais, como a bandeira do Brasil e o hino nacional, para promover uma narrativa de defesa dos interesses do país. Os partidários do movimento frequentemente empunham a bandeira brasileira em manifestações e eventos, reforçando a ideia de que estão agindo em nome do país e de seu povo. Entretanto, o sequestro da identidade nacional serve como forma de legitimar os interesses do grupo como se fossem interesses de toda a nação brasileira.
Os lemas "Deus, Pátria e Família" e "Brasil Acima de Tudo" foram repetidamente destacados pelo ex-presidente Jair Bolsonaro e seus apoiadores como os pilares do bolsonarismo. Esses lemas servem para evidenciar novamente o caráter ultranacionalista do movimento. Importa ressaltar que esses slogans possuem inspirações em outros movimentos ultranacionalistas do passado. O lema "Deus, Pátria e Família" também era utilizado pelo fascismo italiano e pelo movimento integralista brasileiro , ao passo que o slogan "Brasil Acima de Tudo" é uma paráfrase do slogan "Deutschand Über Alles" (em português, Alemanha Acima de Tudo) utilizado por Adolf Hitler na Alemanha Nazista.Vale ressaltar que esses lemas utilizados por fascistas funcionam como um "Dog Whistle",que é quando alguém fala ou faz algo que parece normal, mas tem um significado secreto que só algumas pessoas entendem, geralmente para apelar a um grupo específico, nesse caso outros fascistas, sem que todos percebam.

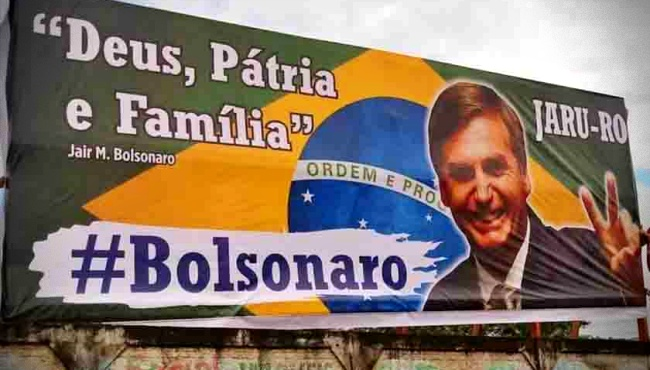
Outdoor pró-Bolsonaro com o lema "Deus, Pátria e Família"